# 香港民主女神像 (六四事件)
香港民主女神像（英語：Goddess of Democracy），又稱新民主女神像、中大民主女神像，香港中文大學學生簡稱該雕塑為「民女」，是仿1989年天安門事件民主女神所製的仿銅民主女神像，由曾製作多個悼念六四作品的美籍華人雕塑家陳維明創作，以玻璃鋼製成，身高6.4米，右手高舉火炬，左手拿著的一本封面寫有「LIBERTY, DEMOCRACY, JUSTICE, HUMAN RIGHT」（自由、民主、公義、人權）文字的書。這雕塑於2008年完成，曾在美国华盛顿、纽约和洛杉矶展出。由2010年6月5日起，雕塑矗立在香港中文大學校園超過十一年，成為了大學的地標，直到2021年12月24日被校方突然移走。

## 運抵香港

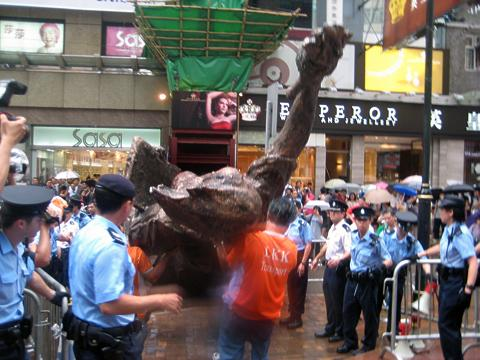
警察在在銅鑼灣時代廣場外沒收新民主女神像

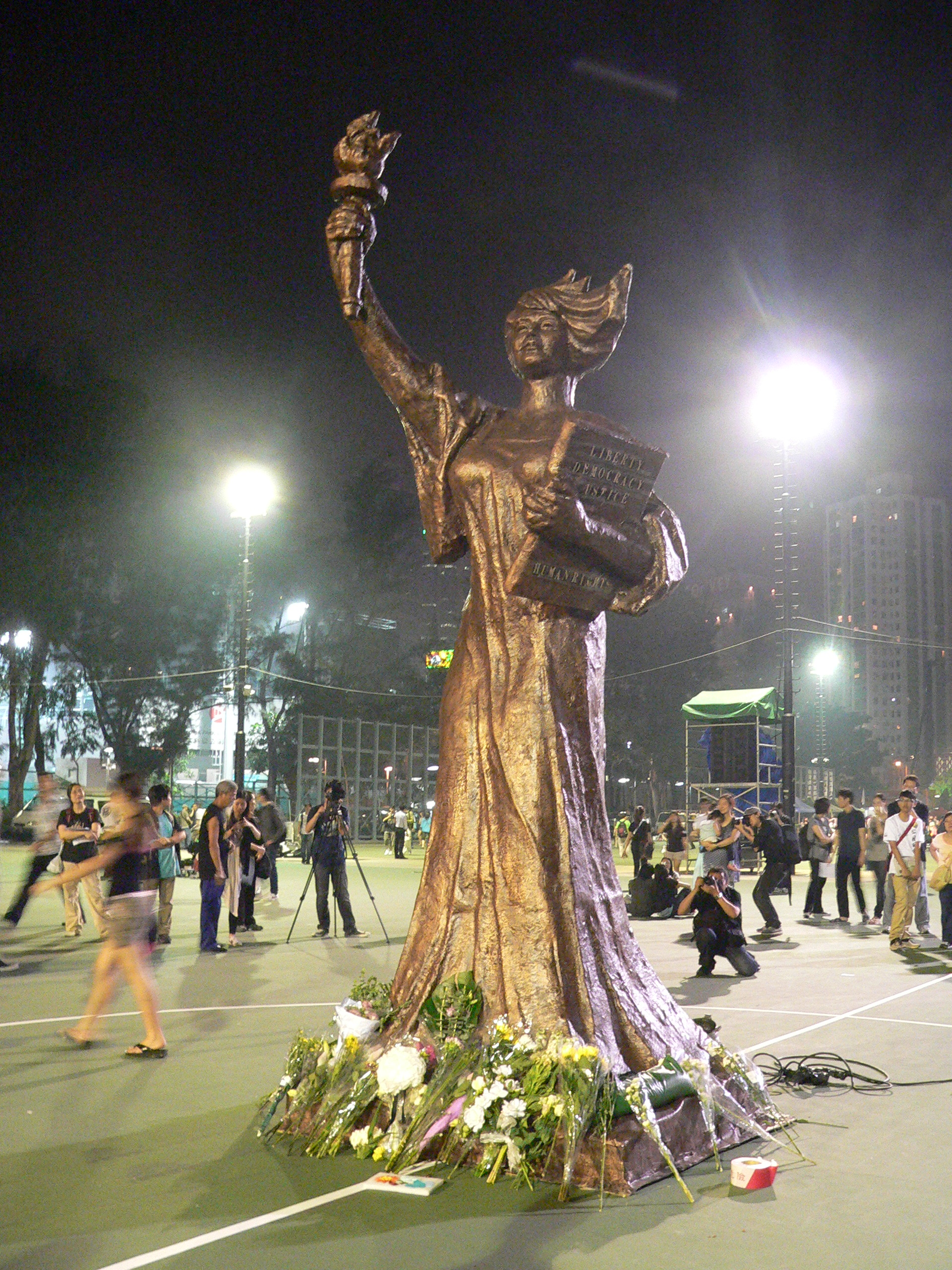
矗立在維園六四晚會的新民主女神像

2010年5月，為了紀念六四事件21周年，陳維明將新民主女神像連同天安門大屠殺浮雕兩件作品借給香港支聯會。5月22日，陳維明的新民主女神像運抵香港，抵港後先被海關扣查，之後交回支聯會。
2010年5月29日，支聯會從海關取回女神像後，將女神像豎立在銅鑼灣時代廣場外的公共空間，半小時後食環署以未有申領牌照，違反《公眾娛樂場所條例》為由票控，香港警察更以《公眾娛樂場所條例》沒收於銅鑼灣時代廣場展出的新民主女神像，並刑事票控支聯會常委李耀基，及拘捕支聯會合共13人。
之後陳維明以作品所有人的身份前往香港，檢查藝術品是否受損，同時要了解警方扣留雕塑的原因，但被拒入境並被遣返美國，事件連日引起社會輿論關注，並有多名市民自發以肉體扮成民主女神像抗議政治打壓。
2010年6月3日香港特區政府再向支聯會歸還新舊兩座民主女神像。6月4日，支聯會再次於維多利亞公園的六四燭光晚會展示女神像，當時已患末期肺癌的支聯會主席司徒華在台上發言指，要「多謝」特區政府搶走民主女神像及浮雕，及中大校長劉遵義拒絕把新民主女神像永久擺放中大，激起市民憤怒，令更多人參加集會，當晚有15萬人參加維園的六四晚會。
2010年11月，警方撤銷對支聯會合共13名常委及義工涉嫌「阻差辦公」的控罪，但刑事票控李耀基違反《公眾娛樂場所條例》，未有申請娛樂牌照於時代廣場外擺放新民主女神像，李耀基被判罰款港幣2,000元及留案底。

## 矗立中大十一載

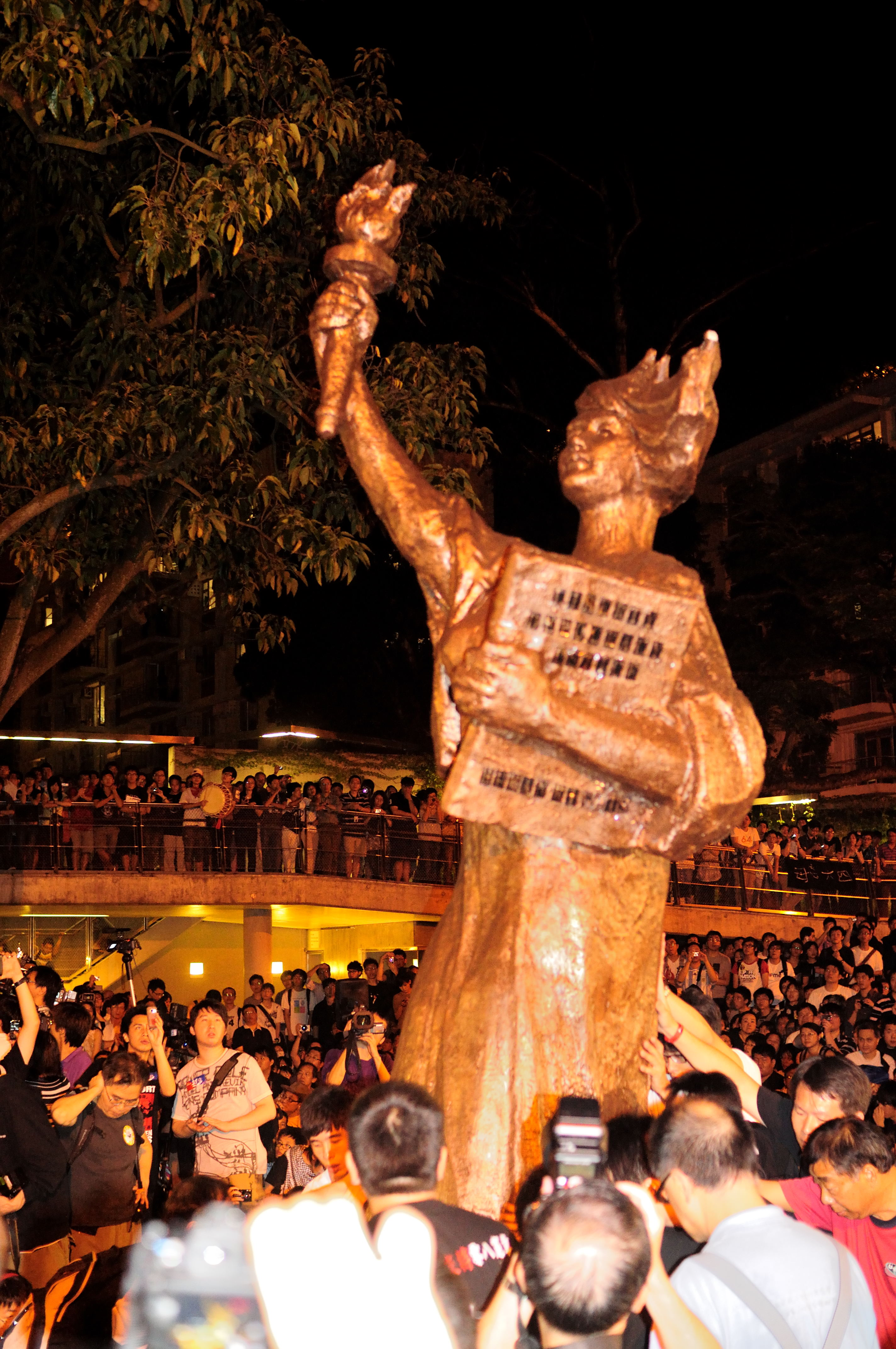
中大學生、校友及市民合力將新民主女神像搬入中文大學

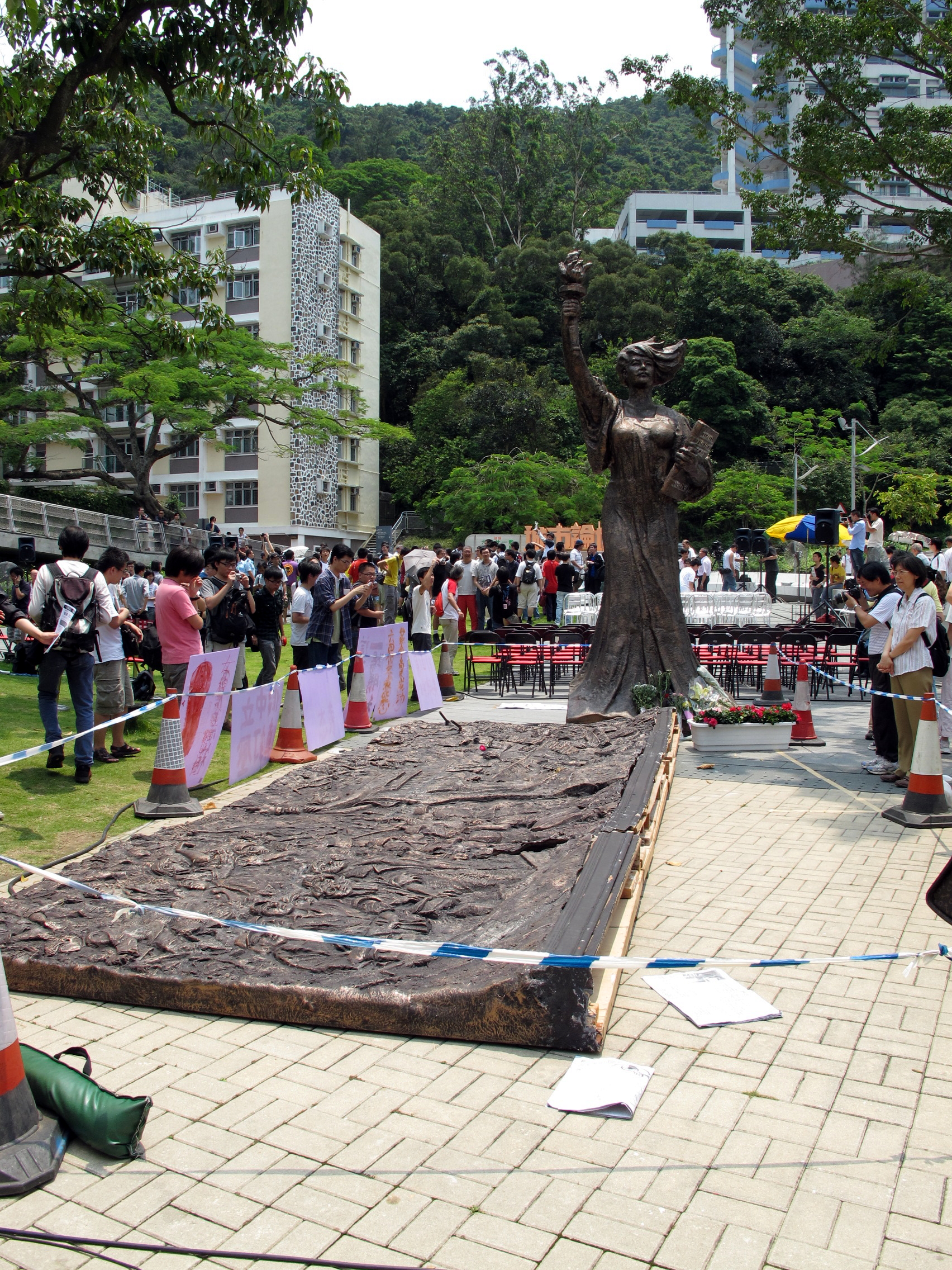
新民主女神像及天安門大屠殺浮雕在中文大學展示

2010年5月29日，中大學生會去信校方，申請將新民主女神像放置在校園內的火車站廣場。2010年6月3日，中文大學由劉遵義校長領導的校方以「政治中立」為由，拒絕安置新民主女神像，事件引起學生、校友及市民的憤怒，中大學生會籲市民師生於6月4日晚上護送女神像進入校園。6月4日深夜，維園的六四晚會完結後，支聯會常委、香港中文大學政治與公共行政學系校友李耀基隨車護送新民主女神像及天安門大屠殺浮雕進入香港中文大學，逾二千名中大學生、校友和市民迎接民主女神像運抵中大，有人手拖手築起人鏈為女神像開路。自2010年6月5日凌晨起，新民主女神像便豎立在港鐵大學站A出口外的火車站廣場青草地上。
女神像矗立於中文大學後，一群中大校友集資為女神像進行鞏固工程。2010年7月27日及28日，工程師將一個重達4.8噸的石屎底座放女神像下，以穩固女神像，再為女神像繫上鐵線保持平衡。
2010年7月1日，沈祖堯接替劉遵義擔任中文大學校長。同年9月17日，沈祖堯校長向中大師生及校友發出公開信，表明接受新民主女神像放於中大校園內，但建議地點由現址大學站廣場改為大學本部的文化廣場，由學生會處理雕像的安全、責任保險及人流管理等事宜。但中大學生會幹事會不同意將女神像置於文化廣場，並於10月25日舉辦了「新民主女神像公開論壇」討論有關事宜。同年12月1日，中大學生會等組織向沈祖堯校長等主管人員會面，表明將女神像擺放在對公眾開放的火車站廣場較適合。
至於天安門大屠殺浮雕，之後巡迴各大院校展出，一年後最終落户於香港嶺南大學，放置於嶺南大學梁銶琚樓旁。

## 「民女」地標
該雕塑矗立中文大學校園超過十一年，中大學生一般會簡稱該新民主女神像為「民女」，在不少中大學生心中屬於「地標」，是凝聚到中大學生的地方，亦是不少大學迎新活動或社運的聚腳點，學生都一般會以「民女等」表示在該雕塑所在的草地等候。「民女」亦成為了拍攝畢業照的熱門景點之一。

### 裝飾與標語
學生更會在新民主女神像上掛上不同標語、裝飾及文宣，以對不同的社會運動及政治事件作出表態，使「民女」多次轉換形象。例如：
- 2010年6月6日，香港電台節目「城市論壇」由維園移師至「民女」所在的廣場舉行，題目為「六四廿一載，回顧自由風」，由謝志峰主持，講者嘉賓包括鄧小樺、李卓人、中大哲學系劉國英教授及中大學生會會長黎恩灝，現場有觀眾逾一百人。[22][23]
- 2010年10月，劉曉波獲得諾貝爾和平獎，「民女」前放有「賀諾貝爾和平獎得主，劉曉波先生，中大學生會致意」的花牌，和紅色的「支聯會青年組 恭賀劉曉波先生榮獲諾貝爾和平獎」的標語。[24]
- 2012年，「反對國民教育」運動時間，「民女」的底座掛上黑底白字的「反國教」標語。[25]
- 2014年2月，《明報》前總編劉進圖遇襲聲援行動期間，「民女」前方掛上「They can't kill us all」標語。[26]
- 2014年3月，台灣太陽花學運期間，「民女」前方掛上「抗爭有理，暴力無恥」、「守護台灣」、「反暴力、撐台灣」等標語。[27]
- 2014年9月，反對821政改方案期間，「民女」被黑色膠袋蒙頭，前方掛上黃底黑字的「Do Not Cross 極權封鎖線不得越過」標語。[28]
- 2017年9月，「13+3」被控非法集結等罪判刑，多名學生領袖和社運人士被檢控入獄，「民女」的下身被圍上寫有百多個名字的黑白橫額，聲援香港新一代良心犯。[29]
- 2018年2月，梁天琦被控暴動罪審訊期間 ，「民女」的底座被人寫上「香港英雄梁天琦」字句。[30]
- 2019年6月，反對逃犯條例修訂草案運動期間，「民女」前方掛上黑底紅白字的「反送中」標語。[31]
- 2019年10月，反對逃犯條例修訂草案運動期間，「民女」頭上戴上黃色頭盔，胸前掛上白底黑字的「五大訴求，缺一不可」標語。[32]
- 2020年11月，中大畢業禮遊行期間，一批畢業生在「民女」前集合出發，學生手持黑色氣球及寫有「沒有暴徒、只有暴政」、「毋忘義士、釋放十二」、「SAVE 12」等標語。[33]
- 2021年6月4日，六四32週年時，「民女」前擺放了排成「64」的燭光。[34]

## 突然消失

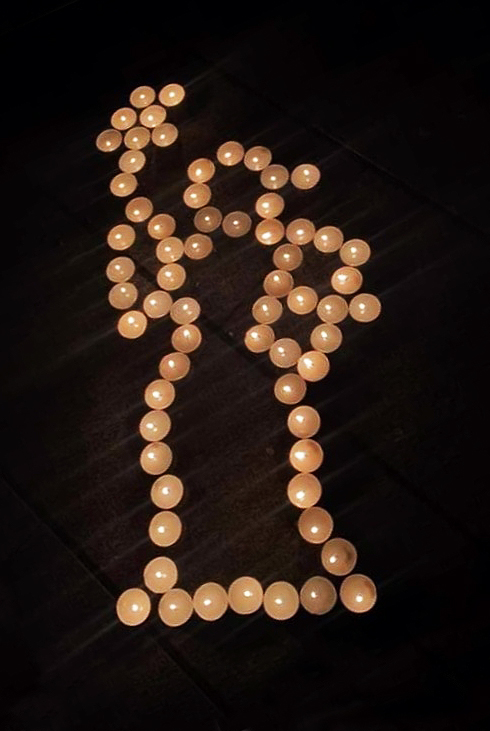
學生在地上以蠟燭拼成新民主女神像以作悼念

2021年12月24日清晨約6時，矗立於中文大學校園逾十一年的民主女神像，在毫無預告及無先兆下，突然被校方拆除運走，校方並沒有交待女神像被搬到哪裡存放。
同日中午，有中大學生派發2010年中大學生會有關民主女神像的特刊，當中刊載學生會與校方會議紀錄節錄，當時沈祖堯校長表示「擺放女神像已是事實，校方不會打壓任何聲音」。傍晚五時，逾50名中大學生和校友在女神像的原本位置發起悼念活動。悼念者在地上貼上39張女神像的照片，並擺放了「民女去咗邊？」、「哀我中大」、「Shame on CUHK」等標語，並在地上以蠟燭拼成「殤」、「民主」等字及女神像圖案。

### 各界反應
- 中文大學校方發表聲明表示，大學從未准許該雕像於校園展示[45]。
- 12月25日凌晨，中大六間院校、科大、理大、嶺大、教大、樹仁共14個學生組織發出《大專學界就各院校強拆六四紀念雕塑之聯合聲明》，指六四紀念雕塑（包括港大的國殤之柱、中大的新民主女神像及嶺大的六四浮雕）不但背負同學對六四事件之悼念，並已經融入同學的校園生活，成為每代學生的共同回憶，聲明呼籲校方停止打壓學生意見，希望由全體師生共同商討六四紀念雕塑的未來去向[46][47]。
- 雕塑創作者及擁有者陳維明表示校方在行動前從未聯絡他，他批評校方半夜移除女神像，行事做法卑鄙及「見不得人」[39]。
- 中大學生會前會長黎恩灝質疑中大校方指女神像在校內擺放「未經許可」的說法，指校方只是選擇性的引述劉遵義在任校長期間（即2010年7月前）的決定，但沒有提及當女神像矗立在校園後，校方仍有與學生會就雕像擺放事宜溝通，黎指出如果真的未經批准，女神像搬入的第二天便可以搬走。黎恩灝並指校方突然在清晨移走女神像的做法閃縮鬼祟[48]。
- 有中大職員質疑，校方的特意在大學假期的清晨毫無預告的移走雕塑，如同作「虧心事」[49]。
- 學生會前代表會主席黃博瀚指，校方移除民主女神像的決定不合理，沒有經過正常的決策程序，例如校董會、校董會轄下的行政與計劃委員會或是緊急應變小組的會議。事後亦沒有交待女神像被搬到哪裡[50]。
- 2012年任中大學生會會長的楊政賢收集女神像基座的碎石。他落淚表示，雕像是中大人共同財產及回憶，校方移除雕像後，須反思大學高層會否堅守學術自由、師生能否在安全環境下批判社會[41]。
- 有中大學生認為該雕塑在不少同學心中屬於「地標」，對雕塑已建立深厚感情，不論大學迎新活動或社運等，都會以此為聚腳點，但在無先兆下被倉皇移走，連「道別儀式」都沒有，令人失望。亦有學生認為此舉反映政權不容許保留香港人的記憶[51]。
- 中大社會科學院4年級內地生夏同學在女神像原址播放《自由花》，認為女神像承載學生及公民社會力量的信念，她對校方行動感錯愕，覺得自己部份記憶被人割走，並擔心香港情况將趨向內地，六四事件成為禁忌[52]。
- 中大歷史系四年級學生阿熙認為「民女」象徵中大人的價值觀及港人爭取的目標，校方在沒有通知下突然移除雕塑令人憤怒，他指過往校方提倡的人民精神等全是空話，校園不再是學生的避風港[3]。